# Negosiana globosa
Negosiana globosa är en insektsart som beskrevs av Delong 1942. Negosiana globosa ingår i släktet Negosiana och familjen dvärgstritar. Inga underarter finns listade i Catalogue of Life.